# Lago Pradaccio
Il lago Pradaccio è un lago parzialmente naturale, di origine glaciale, che si trova in provincia di Parma, ha un'estensione di circa 40 000 m² e una profondità massima di 2 m.

## Geografia
Il lago, situato a 1.370 metri d'altitudine nel comune di Corniglio, si trova nella parte occidentale del parco nazionale dell'Appennino Tosco-Emiliano all'interno della riserva orientata protetta Guadine Pradaccio. È collocato in un vallone dominato poco più a sud dal crinale sul quale svettano il monte Aquila (1779 m s.l.m) e il monte Brusà (1796 m s.l.m), mentre il monte Sterpara funge da spartiacque con la zona del Lago Santo parmense e il monte Roccabiasca (1730 m.s.l.m) divide il vallone delle Guadine dalla valle di Badignana. 
Di origine glaciale il lago si presentava originariamente come un grande stagno dove dominavano le erbe palustri. In seguito, alcune sistemazioni eseguite dal Corpo Forestale hanno portato alla costruzione di una briglia artificiale che ha innalzato il livello delle acque del lago sino a conferirgli l'aspetto che possiede attualmente.
Di forma circolare, il lago Pradaccio si estende su di una superficie considerevole che lo colloca al quarto posto per ordine di grandezza fra i laghi dell'appennino parmense, ma ,a dispetto di ciò, è poco profondo raggiungendo al massimo i 2 m di profondità massima con un valore medio ovviamente inferiore.
Possiede un immissario che drena il crinale provenendo dalla zona del passo delle Guadine mentre l'emissario che si forma a valle della briglia artificiale è chiamato Parma di Francia o Parma delle Guadine e costituisce uno dei rami sorgentiferi minori del torrente Parma.

## Flora e fauna
È presente una poco significativa copertura vegetale sulla sponda sud occidentale del lago, essa costituisce quello che resta della originale e ben più estesa popolazione di piante lacustri che dominavano lo specchio d'acqua prima della modifica eseguita dal corpo forestale dello Stato.
Nel lago sono presenti tritone crestato (Triturus carnifex), il tritone alpestre (Triturus alpestris) e la rana temporaria (Rana temporaria)

## Raggiungere il lago
Essendo all'interno di una riserva naturale orientata, il lago è visitabile solo in gruppi guidati e accompagnati con prenotazione obbligatoria all'Ufficio Territoriale per le biodiversità di Parma
È situato nel territorio del comune di Corniglio, è posto a circa 8 km da Bosco di Corniglio, e si raggiunge sia dalla A15 uscendo dal casello di Berceto sia percorrendo la strada provinciale 13 partendo da Langhirano